# Temporada da NFL de 1977
A Temporada de 1977 da NFL foi a 58ª temporada regular da National Football League. Nesta temporada o Seattle Seahawks foi mandao para a AFC West enquanto o Tampa Bay Buccaneers foi para a NFC Central.
Ao invés do tradicional jogo do Thanksgiving Day ser disputado pelo Dallas Cowboys, a liga decidiu colocar o Miami Dolphins enfrentando o St. Louis Cardinals, em St. Louis. Essa seria a segunda vez que o Cowboys não joga neste feriado desde 1966.
Esta foi a última temporada com 14 jogos na história da NFL. A temporada seria expandia para 16 partidas para a temporada de 1978, com a pré-temporada caindo de 6 para 4 jogos.
A temporada terminou no Super Bowl XII onde o Cowboys derrotou o Denver Broncos.

## Corrida pela divisão
Tampa Bay e Seattle contituaram a jogar contra times da mesma conferência. Todos os outros times da NFL jogavam um jogo dentro e fora de casa contra um adversário da divisão, três jogos interconferência e os outros jogos seriam contra adversários da mesma conferência 14. Tampa Bay foi então para a NFC e jogou contra os outros 13 times da conferência, enquanto Seattle fez o mesmo na AFC. Os times se infrentaram na Semana 5, com Seattle vencendo por 30 a 23.
De 1970 até 2001, menos na temporada de 1982, onde ocorreu uma greve, existiriam três divisões (Eastern, Central e Western) em cada conferência. O vencedor de cada divisão e um quarto time vindo do "wild card" (repescagem) iriam para os playoffs. O desempate seria o confronto direto, seguido por campanha contra adversários da mesma divisão, adversários em comum e da conferência.

### National Football Conference
| Semana | Eastern |      | Central    |      | Western     |      | Repescagem  |     |
| ------ | ------- | ---- | ---------- | ---- | ----------- | ---- | ----------- | --- |
| 1      | 3 times | 1-0  | (Chi, GB)  | 1-0  | ATLANTA     | 1-0  | 3 times     | 1-0 |
| 2      | DALLAS  | 2-0  | 4 times    | 1-1  | ATLANTA*    | 1-1  | 8 times     | 1-1 |
| 3      | DALLAS  | 3-0  | MINNESOTA  | 2-1* | ATLANTA     | 2-1  | 3 times     | 2-1 |
| 4      | DALLAS  | 4-0  | MINNESOTA  | 3-1  | ATLANTA     | 3-1  | WASHINGTON  | 3-1 |
| 5      | DALLAS  | 5-0  | MINNESOTA  | 4-1  | ATLANTA*    | 3-2  | 3 times     | 3-2 |
| 6      | DALLAS  | 6-0  | MINNESOTA  | 4-2  | ATLANTA*    | 4-2  | LOS ANGELES | 4-2 |
| 7      | DALLAS  | 7-0  | MINNESOTA  | 5-2  | ATLANTA*    | 4-3  | ST. LOUIS*  | 4-3 |
| 8      | DALLAS  | 8-0  | MINNESOTA  | 5-3  | LOS ANGELES | 5-3  | ST. LOUIS*  | 5-3 |
| 9      | DALLAS  | 8-1  | MINNESOTA  | 6-3  | LOS ANGELES | 6-3  | ST. LOUIS*  | 6-3 |
| 10     | DALLAS  | 8-2  | MINNESOTA  | 6-4  | LOS ANGELES | 7-3  | ST. LOUIS   | 7-3 |
| 11     | DALLAS  | 9-2  | MINNESOTA  | 7-4  | LOS ANGELES | 8-3  | ST. LOUIS   | 7-4 |
| 12     | DALLAS  | 10-2 | MINNESOTA  | 8-4  | LOS ANGELES | 8-4  | ST. LOUIS*  | 7-5 |
| 13     | DALLAS  | 11-2 | CHICAGO*   | 8-5  | LOS ANGELES | 10-3 | WASHINGTON* | 8-5 |
| 14     | DALLAS  | 12-2 | MINNESOTA* | 9-5  | LOS ANGELES | 10-4 | CHICAGO*    | 9-5 |

* times com o mesmo número de vitórias e derrotas

### American Football Conference
| Semana | Eastern    |      | Central     |     | Western    |      | Repescagem |       |
| ------ | ---------- | ---- | ----------- | --- | ---------- | ---- | ---------- | ----- |
| 1      | (Bal, Mia) | 1-0  | 3 times     | 1-0 | (Den, Oak) | 1-0  | 5 times    | 1-0   |
| 2      | (Bal, Mia) | 2-0  | (Cle, Hou)  | 2-0 | (Den, Oak) | 2-0  | 3 times    | 2-0-0 |
| 3      | (Bal, Mia) | 3-0  | CLEVELAND*  | 2-1 | (Den, Oak) | 3-0  | 2 times    | 3-0   |
| 4      | BALTIMORE  | 4-0  | HOUSTON     | 3-1 | (Den, Oak) | 4-0  | 2 times    | 4-0   |
| 5      | BALTIMORE  | 5-0  | PITTSBURGH* | 3-2 | DENVER     | 5-0  | OAKLAND*   | 4-1   |
| 6      | BALTIMORE* | 5-1  | PITTSBURGH* | 3-2 | DENVER     | 6-0  | OAKLAND*   | 5-1   |
| 7      | BALTIMORE  | 6-1  | CLEVELAND   | 5-2 | OAKLAND*   | 6-1  | DENVER     | 6-1   |
| 8      | BALTIMORE  | 7-1  | CLEVELAND   | 5-3 | OAKLAND*   | 7-1  | DENVER     | 7-1   |
| 9      | BALTIMORE  | 8-1  | PITTSBURGH* | 5-4 | OAKLAND*   | 8-1  | DENVER     | 8-1   |
| 10     | BALTIMORE  | 9-1  | PITTSBURGH* | 6-4 | DENVER     | 9-1  | OAKLAND    | 8-2   |
| 11     | BALTIMORE* | 9-2  | PITTSBURGH  | 7-4 | DENVER     | 10-1 | OAKLAND    | 9-2   |
| 12     | BALTIMORE* | 9-3  | PITTSBURGH  | 8-4 | DENVER     | 11-1 | OAKLAND    | 9-3   |
| 13     | BALTIMORE* | 9-4  | PITTSBURGH* | 8-5 | DENVER     | 12-1 | OAKLAND    | 10-3  |
| 14     | BALTIMORE* | 10-4 | PITTSBURGH  | 9-5 | DENVER     | 12-2 | OAKLAND    | 11-3  |

* times com o mesmo número de vitórias e derrotas

## Classificação
V = Vitórias, D = Derrotas, E = Empates, PCT = porcentagem de vitórias, PF= Pontos feitos, PS = Pontos sofridos
 x  - marca os times classificados pelo wild card (repescagem),  y  - marca os times que levaram o titulo de suas divisões
| AFC East              |    |    |   |      |     |     |
| Time                  | V  | D  | E | PCT  | PF  | PS  |
| y-Baltimore Colts     | 10 | 4  | 0 | .714 | 295 | 221 |
| Miami Dolphins        | 10 | 4  | 0 | .714 | 313 | 197 |
| New England Patriots  | 9  | 5  | 0 | .643 | 278 | 217 |
| Buffalo Bills         | 3  | 11 | 0 | .214 | 160 | 313 |
| New York Jets         | 3  | 11 | 0 | .214 | 191 | 300 |
| AFC Central           |    |    |   |      |     |     |
| Time                  | V  | D  | E | PCT  | PF  | PS  |
| y-Pittsburgh Steelers | 9  | 5  | 0 | .643 | 283 | 243 |
| Cincinnati Bengals    | 8  | 6  | 0 | .571 | 238 | 235 |
| Houston Oilers        | 8  | 6  | 0 | .571 | 299 | 230 |
| Cleveland Browns      | 6  | 8  | 0 | .429 | 269 | 267 |
| AFC West              |    |    |   |      |     |     |
| Time                  | V  | D  | E | PCT  | PF  | PS  |
| y-Denver Broncos      | 12 | 2  | 0 | .857 | 274 | 148 |
| x-Oakland Raiders     | 11 | 3  | 0 | .786 | 351 | 230 |
| San Diego Chargers    | 7  | 7  | 0 | .500 | 222 | 205 |
| Seattle Seahawks      | 5  | 9  | 0 | .357 | 282 | 373 |
| Kansas City Chiefs    | 2  | 12 | 0 | .143 | 225 | 349 |

| NFC East             |    |    |   |      |     |     |
| Time                 | V  | D  | E | PCT  | PF  | PS  |
| y-Dallas Cowboys     | 12 | 2  | 0 | .857 | 345 | 212 |
| Washington Redskins  | 9  | 5  | 0 | .643 | 196 | 189 |
| St. Louis Cardinals  | 7  | 7  | 0 | .500 | 272 | 287 |
| Philadelphia Eagles  | 5  | 9  | 0 | .357 | 220 | 207 |
| New York Giants      | 5  | 9  | 0 | .357 | 181 | 265 |
| NFC Central          |    |    |   |      |     |     |
| Time                 | V  | D  | E | PCT  | PF  | PS  |
| y-Minnesota Vikings  | 9  | 5  | 0 | .643 | 231 | 227 |
| x-Chicago Bears      | 9  | 5  | 0 | .643 | 255 | 253 |
| Detroit Lions        | 6  | 8  | 0 | .429 | 183 | 252 |
| Green Bay Packers    | 4  | 10 | 0 | .286 | 134 | 219 |
| Tampa Bay Buccaneers | 2  | 12 | 0 | .143 | 103 | 223 |
| NFC West             |    |    |   |      |     |     |
| Time                 | V  | D  | E | PCT  | PF  | PS  |
| y-Los Angeles Rams   | 10 | 4  | 0 | .714 | 302 | 146 |
| Atlanta Falcons      | 7  | 7  | 0 | .500 | 179 | 129 |
| San Francisco 49ers  | 5  | 9  | 0 | .357 | 220 | 260 |
| New Orleans Saints   | 3  | 11 | 0 | .214 | 232 | 336 |

### Desempate
- Baltimore terminou à frente de Miami na AFC East baseado em uma melhor campanha dentro da conferência (9-3 contra 8-4 do Dolphins).
- Buffalo terminou à frente de N.Y. Jets na AFC East por ter tido um percentual de vitórias melhor (.582% contra .536% do Jets).
- Cincinnati terminou à frente de Houston na AFC Central baseado em uma melhor campanha dentro da divisão (6-3 contra 5-4 do Oilers).
- Minnesota terminou à frente de Chicago na NFC Central por menos derrotas dos adversários em comum (11 derrotas contra 14 do Bears).
- Chicago ficou com a vaga no Wild Card da NFC contra Washington por ter feito mais pontos do que levou nos 14 jogos (48 contra 4 do Redskins).
- Philadelphia terminou à frente de N.Y. Giants na NFC East baseado num melhor retrospecto no confronto direto (2-0).

## Playoffs
|  | Divisional Playoffs                     | Divisional Playoffs              |                                  |    | Conf. Championship Games | Conf. Championship Games |  |  | Super Bowl XII | Super Bowl XII |
|  |                                         |                                  |                                  |    |                          |                          |  |  |                |                |
|  | 26 de dezembro - L.A. Memorial Coliseum |                                  |                                  |    |                          |                          |  |  |                |                |
|  |                                         |                                  |                                  |    |                          |                          |  |  |                |                |
|  | 3) Minnesota Vikings                    | 14                               |                                  |    |                          |                          |  |  |                |                |
|  | 3) Minnesota Vikings                    | 14                               | 1 de janeiro - Texas Stadium     |    |                          |                          |  |  |                |                |
|  | 2) Los Angeles Rams                     | 7                                |                                  |    |                          |                          |  |  |                |                |
|  | 2) Los Angeles Rams                     | 7                                | 3) Minnesota Vikings             | 6  |                          |                          |  |  |                |                |
|  | 26 de dezembro - Texas Stadium          |                                  | 3) Minnesota Vikings             | 6  |                          |                          |  |  |                |                |
|  |                                         | 1) Dallas Cowboys                | 23                               |    |                          |                          |  |  |                |                |
|  | 4) Chicago Bears                        | 1) Dallas Cowboys                | 23                               | 7  |                          |                          |  |  |                |                |
|  | 4) Chicago Bears                        |                                  | January 15 - Louisiana Superdome | 7  |                          |                          |  |  |                |                |
|  | 1) Dallas Cowboys                       | 37                               |                                  |    |                          |                          |  |  |                |                |
|  | 1) Dallas Cowboys                       | 37                               | N1) Dallas Cowboys               | 27 |                          |                          |  |  |                |                |
|  | 24 de dezembro - Memorial Stadium       |                                  | N1) Dallas Cowboys               | 27 |                          |                          |  |  |                |                |
|  |                                         | A1) Denver Broncos               | 10                               |    |                          |                          |  |  |                |                |
|  | 4) Oakland Raiders (2OT)                | A1) Denver Broncos               | 10                               | 37 |                          |                          |  |  |                |                |
|  | 4) Oakland Raiders (2OT)                | 1 de janeiro - Mile High Stadium |                                  | 37 |                          |                          |  |  |                |                |
|  | 2)* Baltimore Colts                     | 31                               |                                  |    |                          |                          |  |  |                |                |
|  | 2)* Baltimore Colts                     | 31                               | 4) Oakland Raiders               | 17 |                          |                          |  |  |                |                |
|  | 24 de dezembro - Mile High Stadium      |                                  | 4) Oakland Raiders               | 17 |                          |                          |  |  |                |                |
|  |                                         | 1) Denver Broncos                | 20                               |    |                          |                          |  |  |                |                |
|  | 3) Pittsburgh Steelers                  | 1) Denver Broncos                | 20                               | 21 |                          |                          |  |  |                |                |
|  | 3) Pittsburgh Steelers                  |                                  |                                  | 21 |                          |                          |  |  |                |                |
|  | 1)* Denver Broncos                      | 34                               |                                  |    |                          |                          |  |  |                |                |
|  | 1)* Denver Broncos                      | 34                               |                                  |    |                          |                          |  |  |                |                |

*Denver (Primeiro time na AFC) não jogou contra Oakland (número 4) no Divisional playoff porque os dois times eram da mesma divisão.